# Audrey Rose
Audrey Rose is een Amerikaanse bovennatuurlijke thriller uit 1977. Regisseur Robert Wise verfilmde hiervoor het gelijknamige boek van Frank De Felitta. Hoofdrolspelers Anthony Hopkins en Marsha Mason werden voor hun rollen beiden genomineerd voor een Saturn Award.
Het boek kreeg in 1982 een vervolg genaamd For Love of Audrey Rose, dat niet werd verfilmd.

## Verhaal
Bill  en Janice Templeton vormen samen met hun tienerdochter Ivy een gelukkig gezin. Het enige zonderlinge is dat Ivy slaapwandelt en ieder jaar rond dezelfde tijd last heeft van angstaanjagende nachtmerries. Als Ivy elf jaar oud is, merkt Janice op dat zij en Ivy in de gaten worden gehouden door een zich zonderling gedragende man. Deze duikt overal op waar zij zijn en is altijd bij de ingang aanwezig wanneer Ivy de school in- en uitgaat. Wanneer Janice op een dag te laat verschijnt om Ivy van school op te halen, is deze nergens te bekennen en vreest ze het ergste. De man blijkt Ivy inderdaad meegenomen te hebben, maar niet met kwade bedoelingen. Hij heeft haar netjes thuisgebracht en stelt zich voor aan Bill en Janice als Elliot Hoover.
Hoewel Bill razend is op Hoover, stemt hij in met diens voorstel elkaar te ontmoeten in een uitgaansgelegenheid, waar hij zijn aanwezigheid wil verklaren. Hoover vertelt daarbij dat zijn echtgenote en vijfjarige dochtertje Audrey Rose elf jaar daarvoor omkwamen bij een auto-ongeluk. Daarbij leefde zijn dochtertje nog lang genoeg om angstig om zich heen te slaan, opgesloten in de in brand gevlogen wagen. Overmand door verdriet reisde Hoover daarna naar India, waar hij leerde over reïncarnatie. Hoewel hij fervent ongelovig aankwam, verliet hij het land in de overtuiging dat reïncarnatie bestaat.
De reden dat Hoover Ivy observeerde, is dat hij ervan overtuigd is geraakt dat zij de reïncarnatie is van Audrey Rose. Hij is erachter gekomen dat ze twee minuten na de dood van zijn dochtertje geboren werd. Ivy's angstdromen zouden herinneringen zijn aan de laatste minuten in haar vorige leven. Janice en met name Bill willen hier niets van weten en verklaren Hoover voor gek, maar hij blijkt de enige te zijn die haar kan kalmeren wanneer ze tijdens haar nachtmerries in paniek aan de wandel gaat. Daarop komt hij vaker en vaker langs.

## Rolverdeling
| Acteur           | Personage               |
| ---------------- | ----------------------- |
| Marsha Mason     | Janice Templeton        |
| Anthony Hopkins  | Elliot Hoover           |
| John Beck        | Bill Templeton          |
| Susan Swift      | Ivy Templeton           |
| Norman Lloyd     | Dr. Steven Lipscomb     |
| John Hillerman   | Scott Velie             |
| Robert Walden    | Brice Mack              |
| Philip Sterling  | Rechter Langley         |
| Ivy Jones        | Mary Lou Sides          |
| Stephen Pearlman | Russ Rothman            |
| Aly Wassil       | Maharishi Gupta Pradesh |
| Mary Jackson     | Moeder Veronica         |
| Richard Lawson   | Politieagent            |
| Tony Brande      | Rechercheur Fallon      |
| Elizabeth Farley | Carole Rothman          |